# Clypeola
Clypeola es un género con 54 especies de plantas pertenecientes a la familia Brassicaceae. Comprende 62 especies descritas y de estas, solo 9 aceptadas.

## Descripción
Son hierbas anuales pequeñas y ramificadas en su mayoría desde la base, erectas o suberectas, a veces procumbentes, revestidos de pelos estrellados cortos. Con hojas oblanceoladas o lineales, pequeñas, subsésiles o sésiles. Las inflorescencias en racimos laxos, ebracteados. Flores diminutas, amarillentas; con pedúnculo filiforme, a menudo recurvado en la fruta. Sépalos iguales. Pétalos ligeramente más largos que los sépalos, estrechamente espatulados. Silicua orbicular, indehiscente, válvas biconvexas, generalmente peludas o ásperas con pelos ramificados y simples, estrechamente aladas (con margen) o no; tabique ausente o incompleto, las semillas sólo 1, suborbicular, colgante, no alada.

## Taxonomía
El género fue descrito por Carlos Linneo y publicado en Species Plantarum 2: 652. 1753.

## Especies aceptadas
A continuación se brinda un listado de las especies del género Clypeola aceptadas hasta septiembre de 2013, ordenadas alfabéticamente. Para cada una se indica el nombre binomial seguido del autor, abreviado según las convenciones y usos.
- Clypeola aspera (Grauer) Turrill
- Clypeola ciliata Boiss.
- Clypeola cyclodontea Delile
- Clypeola dichotoma Boiss.
- Clypeola elegans Boiss. & A.Huet
- Clypeola eriocarpa Cav.
- Clypeola jonthlaspi L. - yerba rodela[4]
- Clypeola lappacea Boiss.
- Clypeola raddeana Albov